# عائلة AGCS
أعضاء من الألانين أو الجلايسين: أيونات السيمبورت الموجبة، اختصارا عائلة (AGCS)، نقل الألانين و/أو الجلايسين في السيمبورت مع ايون الصوديوم الموجب وايون الهيدروجين الموجب.

## البنية والوظيفة
البروتينات المعروفة في عائلة AGCS تتراوح ما بين 445 و 550 أسايل اميني في الطول وتمتلك 8 إلى 12 مفترضا حلزوني α الفا.و قد يمتلك الأعضاء 11 مقطعًا غشائيًا (TMSs)، كما يبدو أنه صحيح بالنسبة إلى DagA و AgcS ، وعلى الرغم من Acp لديه فقط 8 TMSs ، ربما نتيجة اقتطاع. اعتبارا من أوائل عام 2016، لم تكن تظهر أي بيانات للبنية البلورية ثلاثية الابعاد لهذه البروتينات. أعضاء من عائلة ال (AGCS)تم العثور عليهم في البكتيريا والعتيقات، مثل (ايكستريموفايل هالوتوليرانت سيانوباكتيريوم افانوثيك هالوفيتيكا)، والبكتيريا المحبة للحرارة، البكتيريا المسببة للمرض (PS3). في عام 2015، كان هناك ثلاث أعضاء فقط من هذه الاسرة التي تم تمييزها وظيفيا. هذه البروتينات تظهر تسلسل تشابه محدود في عائلة ال (APC). في بداية عام 2016 أيضا، لم يكن يبدو ان هناك أي هياكل بلورية متاحة لأعضاء عائلة ال (AGCS).

### تفاعل الانتقال
تفاعل الانتقال الذي تحفزه عائلة (AGCS) هو: 
الانين أو جلايسين (out) + Na+ or H+ (out) → الانين أو جلايسين (in) + Na+ or H+ (in).

## البروتينات في عائلة ال (AGCS)
هناك 10 بروتينات حالياً تنتمي لعائلة ال (AGCS). يمكن العثور على هذه البروتينات وأوصافها في قاعدة بيانات التصنيف.

## قراءة إضافية
- Rodionov DA، Hebbeln P، Eudes A، ter Beek J، Rodionova IA، Erkens GB، Slotboom DJ، Gelfand MS، Osterman AL، Hanson AD، Eitinger T (يناير 2009). "A novel class of modular transporters for vitamins in prokaryotes". Journal of Bacteriology. ج. 191 ع. 1: 42–51. DOI:10.1128/JB.01208-08. PMC:2612444. PMID:18931129.
- Kamata H، Akiyama S، Morosawa H، Ohta T، Hamamoto T، Kambe T، Kagawa Y، Hirata H (أكتوبر 1992). "Primary structure of the alanine carrier protein of thermophilic bacterium PS3". The Journal of Biological Chemistry. ج. 267 ع. 30: 21650–5. PMID:1400476.